# Chris Williamson (homme politique)
Pour les articles homonymes, voir Chris Williamson et Williamson.
Christopher Williamson (né le 16 septembre 1956) est un homme politique britannique qui a été député de Derby North de 2010 à 2015  et de 2017  à 2019 . Il est ministre fantôme des Communautés et des Gouvernements locaux d'octobre 2010 à octobre 2013. Il était auparavant conseiller local à Derby, représentant le quartier de Normanton de 1991 à 2011, servant à deux reprises en tant que chef du conseil municipal de Derby.
En février 2019, Williamson fait l'objet d'une enquête formelle et est plus tard suspendu du Parti travailliste pour ses commentaires sur la réponse du parti aux critiques concernant sa gestion des allégations d'antisémitisme au sein du parti . En octobre 2019, Williamson conteste les sanctions devant la Haute Cour. En novembre de la même année, le comité exécutif national du Labour  empêche Williamson de se présenter comme candidat travailliste aux élections générales de 2019 au Royaume-Uni . Il démissionne du Parti travailliste et se présente comme indépendant, perdant son siège et sa caution .

## Jeunesse et carrière
Né à Derby, Williamson fréquente l'école primaire St. John Fisher à Alvaston, Castle Donington High School et St. Thomas More High School à Allenton, suivi de Leicester Polytechnic (maintenant Université De Montfort), où il obtient une qualification professionnelle en travail social (un CQSW) en 1985. Après avoir travaillé comme apprenti artisanal pendant un an à partir de 1972, Williamson travaille ensuite comme maçon pendant six ans. Il est travailleur social à Derby de 1983 à 1986 avant de travailler comme agent des droits sociaux.
Williamson rejoint le Parti travailliste en 1976. Il devient conseiller au conseil municipal de Derby en 1991. Nommé président du Logement, il soutient des projets d'initiative de financement privé (PFI) . Interrogé en 2018, il qualifie alors son approche de « pragmatisme innovant », cherchant à « être aussi radical que possible dans les limites auxquelles nous étions soumis par le gouvernement central ».
Il devient chef du groupe travailliste au conseil municipal de Derby, occupant le poste de chef du conseil municipal de Derby à deux reprises. Alors qu'il est chef du conseil, Williamson préside une coalition avec les conservateurs pendant deux ans après que le parti travailliste ait perdu sa majorité en 2006 . Il joue un rôle déterminant dans la mise en place des événements du Jour commémoratif de l'Holocauste dans la ville et abroge l'interdiction médiévale obsolète interdisant aux Juifs de vivre à Derby .

## Carrière parlementaire

### Premier mandat (2010-15)
Aux élections générales de 2010, Williamson est élu pour Derby North avec une majorité de 613 voix sur le candidat conservateur.
Williamson soutient Ed Miliband lors des élections à la direction du Parti travailliste de 2010 .
En octobre 2010, Williamson devient ministre fantôme pour la sécurité civile au sein de l'équipe du gouvernement local du cabinet fantôme après seulement quatre mois en tant que député, mais, après un remaniement du cabinet fantôme en 2013, est remplacé par Lyn Brown . Il est membre du Comité des communautés et des gouvernements locaux entre juillet et novembre 2010 et de novembre 2013 à mars 2015 .
En 2014, Williamson vote en faveur de l'Intervention militaire de 2011 en Libye et de l'action britannique contre l'État islamique en Irak. En avril 2018, Williamson déclare que, alors qu'il était initialement indéterminé, il était « naïf » de soutenir les votes. Il s'est abstenu sur le projet de loi sur l'immigration en 2014, à la suite d'une instruction des whips travaillistes .
Aux élections générales de 2015, Williamson perd le siège de Derby North face à Amanda Solloway du Parti conservateur par 41 voix. Le leader travailliste Jeremy Corbyn décrit Williamson début 2016 comme un "très grand ami", affirmant que sa défaite aux élections générales de 2015 était "le pire résultat de cette nuit-là" .

### Deuxième mandat (2017-2019)
Lors de la campagne des élections générales de 2017, il est décrit par le New Statesman comme le « candidat le plus pro-Jeremy Corbyn dans la circonscription la plus marginale d'Angleterre » . Williamson déclare que sa candidature serait un « cas test pour le corbynisme », et Corbyn fait campagne pour lui . Williamson regagne son ancien siège sur Amanda Solloway des conservateurs avec une majorité de 2 015 voix.
Le 3 juillet 2017, Williamson est nommé ministre fantôme des incendies et des services d'urgence ,. Il démissionne de ce poste le 11 janvier 2018 ; un jour plus tôt, il a suggéré que la taxe d'habitation sur les maisons les plus chères soit doublée. Le commentaire, qui ne relevait pas de la politique du parti et hors de ses attributions, est fait à l'insu d'Andrew Gwynne, le secrétaire d'État fictif aux Communautés et aux collectivités locales. Lorsque la question est soulevée, Williamson, plutôt que d'accepter de limiter ses déclarations publiques à son propre domaine politique, démissionne. Il déclare: "J'ai pris cette décision pour me rapprocher des membres de notre parti et pour me permettre de travailler sur un plus large éventail de questions, de la politique environnementale aux droits des animaux et au gouvernement local." .
Il dit qu'avec Corbyn comme chef, le parti a "un socialiste de bon sens" qui ne place pas les députés dans la situation de risquer d'être en conflit avec les whips du parti. Williamson déclare qu'il n'était "pas du genre à saper publiquement le leadership", expliquant la différence entre son histoire dans les lobbies de division et les rébellions parlementaires fréquentes antérieures de Corbyn alors que Corbyn exprimait les opinions des membres du parti .
En 2017, Williamson déclare que les attaques contre la gestion par Corbyn de l'antisémitisme présumé au sein du Parti travailliste sont "des guerres par procuration et des conneries" et que "je ne dis pas que cela n'arrive jamais, mais c'est un truc vraiment sale et bas, en particulier les diffamations antisémites". De nombreux membres de la communauté juive sont consternés par ce qu'ils considèrent comme l'instrumentalisation de l'antisémitisme à des fins politiques." . Marie van der Zyl, vice-présidente du Conseil des députés juifs, déclare que Williamson devrait "faire preuve de solidarité avec ceux qui souffrent de racisme au sein de son propre parti plutôt que de blâmer les victimes" .
En avril 2018, Williamson fait référence à Ken Livingstone : "Nous avons ces suspensions et expulsions ridicules du parti" faites "de la manière la plus grotesque et injuste". Soutenant Len McCluskey, qui a accusé certains députés travaillistes d'utiliser la question de l'antisémitisme pour faire campagne contre Corbyn, il qualifie certains de ses collègues de « mécontents » qui sont « complètement en décalage avec les membres du parti » et les électeurs, mais que la désélection des députés est « une affaire pour les membres du Parti travailliste dans chaque circonscription et non pour moi ni pour Len » . En janvier 2019, lors d'une visite dans le Derbyshire, Jeremy Corbyn défend Williamson en déclarant que « Chris Williamson est un très bon et très efficace député travailliste. C'est un très fort militant antiraciste. Il n'est en aucun cas antisémite.".

### Suspension du parti travailliste
En février 2019, Williamson est critiqué pour avoir réservé une salle au Parlement pour une projection de Witch Hunt, un film sur Jackie Walker, membre suspendu du parti, qui sera animé par Jewish Voice for Labor . Dans le même temps, une vidéo est publiée par le Yorkshire Post de lui racontant lors d'une réunion de Momentum à Sheffield que le parti est "diabolisé en tant que parti raciste et fanatique", en partie parce que, en réponse aux critiques, le parti a "donné trop beaucoup de terrain (et) trop d'excuses", a poursuivi en disant "Nous avons fait plus pour lutter contre le fléau de l'antisémitisme que tout autre parti politique." ,. Le chef adjoint travailliste Tom Watson déclare que Williamson devrait être suspendu du parti travailliste pour ses commentaires et un groupe de 38 députés travaillistes écrit au secrétaire général du parti pour demander sa suspension . Le 27 février 2019, il une enquête est lancée   et il est suspendu du parti.
Les travaillistes lèvent la suspension de Williamson le 26 juin 2019 après qu'un panel du Comité exécutif national ait examiné son cas et lui ait adressé un avertissement formel. La décision de réadmettre Williamson est critiquée par les parlementaires travaillistes. Deux jours plus tard, il est à nouveau suspendu après que le Parti travailliste ait décidé de revoir la décision.
En août 2019, Williamson dépose un recours auprès de la Haute Cour pour contester le droit des travaillistes de le suspendre à nouveau ,.
Le 10 octobre 2019, la Haute Cour juge que la réouverture de la première suspension a été injuste et illégale, mais confirme la légalité de la deuxième suspension le 3 septembre sur de nouvelles allégations, affirmant qu'elle n'est pas intrinsèquement injuste et que « la nouvelle affaire disciplinaire doit suivre son cours" ,.

### élections générales 2019
Williamson ne peut pas se présenter comme candidat travailliste dans sa circonscription de Derby North aux élections générales de 2019 en raison de sa suspension. Il démissionne du Parti travailliste et se présente à la place en tant que candidat indépendant; cependant, il ne remporte que 635 voix.

## Post-Parlement
À la suite de sa démission du Parti travailliste en 2019, Chris Williamson lance The Resistance Movement, dans le but déclaré de lutter pour le changement et la justice sociale pour tous ,. Une conférence internationale, intitulée The Resist Festival et mettant en vedette Lowkey, Noam Chomsky, Max Blumenthal et des intervenants du mouvement français des Gilets jaunes, est prévue pour juin 2020 mais reportée en raison de la Pandémie de Covid-19 . Le Mouvement de la Résistance a également une chaîne YouTube, Resistance TV .
En novembre 2020, en réponse à la suspension de Jeremy Corbyn du Parti travailliste, Williamson annonce qu'il est en pourparlers avec « des responsables clés du mouvement syndical et des partis de gauche existants » sur la possibilité de créer un nouveau parti socialiste . Un communiqué de presse annonce que Williamson a rejoint le Comité directeur de la Coalition syndicale et socialiste (TUSC) en tant que membre observateur.

## Vie privée
Williamson est abstinent et végétalien depuis 1976 . Il a un fils et une fille, Fionnbharr et Simone, issus d'une relation précoce, et est membre de la League Against Cruel Sports  .
Au moment des élections de 2010, il est vice-président du Forum des gouvernements locaux contre la pauvreté .